# Megalochlamys revoluta
Megalochlamys revoluta är en akantusväxtart. Megalochlamys revoluta ingår i släktet Megalochlamys och familjen akantusväxter.

## Underarter
Arten delas in i följande underarter:
- M. r. cognata
- M. r. nyanzae
- M. r. revoluta